# Laevisuchus
Laevisuchus is een geslacht van vleesetende theropode dinosauriërs dat tijdens het late Krijt leefde in het gebied van het huidige India.

## Naamgeving en vondst
De typesoort Laevisuchus indicus is in 1933 benoemd en beschreven door Friedrich von Huene en Charles Alfred Matley. De geslachtsnaam is afgeleid van het Latijnse laevis, "licht", en de Griekse naam voor de Egyptische krokodillengod: Souchos. De soortaanduiding betekent "Indisch" in het Latijn.

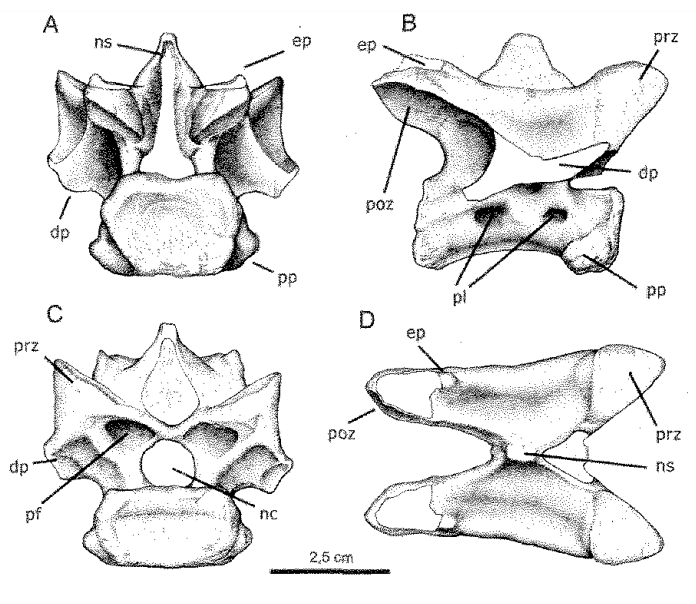
GSI K20/613

Van de soort zijn vier syntypen beschreven: GSI K27/588, een ruggenwervel; GSI K20/613, een voorste halswervel; GSI K20/614, een halswervel en GSI K27/696, de vijfde halswervel. Alleen de laatste bleek bij latere naspeuringen in de verzameling van het Geological Survey of India nog te vinden te zijn ; in 2012 werd bij een nieuwe speurtocht ook GSI K20/613 gevonden, in drie stukken gebroken die apart in dozen waren opgeslagen in de tentoonstellingsruimte voor ongewervelden van het Indian Museum. De fossielen zijn bij Jabalpur, Madhya Pradesh, door Matley gevonden in de Lametaformatie die stamt uit het Maastrichtien.

## Beschrijving
Halswervel GSI K20/613 was 35 millimeter lang; de vijfde halswervel 42 millimeter. Dit wijst op een klein dier met een lengte van zo'n twee meter en een gewicht van ongeveer tien à vijftien kilogram.

## Fylogenie
Laevisuchus werd oorspronkelijk door von Huene toegewezen aan de Coeluridae. Sinds het begin van de eenentwintigste eeuw acht men echter een plaatsing in de Abelisauroidea waarschijnlijker, wellicht meer bepaald de Noasauridae.